# Franziskus von Bettinger
Franziskus A. von Bettinger, nemški duhovnik, škof in kardinal, * 17. september 1850, Landstuhl, † 12. april 1917.

## Življenjepis
17. avgusta 1873 je prejel duhovniško posvečenje.
23. maja 1909 je bil imenovan za nadškofa Münchna in Freisinga; potrjen je bil 6. junija in 15. avgusta istega leta je prejel škofovsko posvečenje.
25. maja 1914 je bil povzdignjen v kardinala in imenovan za kardinal-duhovnika S. Marcello.